# Uniwersytet Rolniczy w Tiranie
Uniwersytet Rolniczy w Tiranie (alb. Universiteti Bujqësor i Tiranës) – publiczna uczelnia ulokowana w stolicy Albanii Tiranie, kształcąca na kierunkach rolniczych, weterynaryjnych, związanych ze środowiskiem i pokrewnych.

## Historia
Uczelnię założono w 1951 roku jako „Wyższą Szkołę Rolniczą”. Obecną nazwę uczelnia uzyskała w 1991 roku.
Obecnie jest największą w Albanii uczelnią rolniczą.

## Personel
Obecnie co roku uczelnie kończy ok. 14-15 tysięcy studentów. Na uczelni pracuje 55 profesorów, 48 docentów, 13 wykładowców i 64 asystentów.

## Struktura uczelni[1]
Na uczelni działają wydziały:
- Wydział Rolnictwa i Środowiska;
- Wydział Ekonomii i Ekonomii Rolniczej;
- Wydział Nauk Leśnych;
- Wydział Weterynaryjny;
- Wydział Biotechnologii i Żywności.